# Nelson (Južni Shetland)
Otok Nelson (povijesni nazivi Leipzig Island, O'Cainov otok i Strachans Island) je otok koji se nalazi jugozapadno od otoka kralja Georgea u otočju Južni Shetland na Antarktici. Naziv Nelson datira barem iz 1821. godine i danas je uvriježen u međunarodnoj upotrebi. Otok je dug 22 km, a širok 13 km.

## Stanica Eco-Nelson
Na otoku se nalazi privatna istraživačka stanica Eco-Nelson. Stanicu je 1988. osnovao češki polarni istraživač Jaroslav Pavlíček. Postaja Eco-Nelson ugošćuje međunarodne istraživače i stoga se ne smatra češkom postajom.

## Vanjske poveznice
|  | Zajednički poslužitelj ima još gradiva o temi Nelson (Južni Shetland) |

- Karta Južnih Šetlanda uključujući otok Coronation, itd. iz istraživanja šalupe Dove 1821. i 1822. godine od strane Georgea Powella, zapovjednika iste. Razmjer ca. 1:200000. London: Laurie, 1822.